# Lars Önne
Lars Önne, född den 25 oktober 1914 i Vetlanda, död den 10 december 1987 i Stockholm, var en svensk kirurg.
Önne blev medicine licentiat i Stockholm 1941, medicine doktor 1962 och docent i handkirurgi vid Karolinska institutet 1963. Han blev biträdande överläkare i handkirurgi vid Serafimerlasarettet 1956 och vid Karolinska sjukhuset 1967. Önne var överläkare där 1972–1980. Han utgav skrifter om handkirurgi. Önne är begravd på Djursholms begravningsplats.